# Пітер Джейсон
Пітер Джейсон (англ. Peter Jason; 22 липня 1944 — 20 лютого 2025) — американський актор.

## Біографія
Пітер Едвард Остлінг народився 22 липня 1944 року в Голлівуді, штат Каліфорнія, США. Виріс у Бальбоа, навчався у початковій школі Ньюпорт-Біч, а також в середній школі Ньюпорт-Харбор. Пітер мріяв про кар'єру футбольного тренера, але зацікавився акторством після гри у шкільній виставі «The Man Who Came To Dinner». Після закінчення школи він навчався в коледжі Орендж Кост і відіграв один сезон на сцені театру в Нью-Гемпширі. Потім вступив до Технологічного інституту Карнегі в Піттсбурзі, штат Пенсильванія на курс драми. Працював на театральній сцені в складі «South Coast Repertory Company».
У 1970 році Пітер Джейсон знявся разом з Джоном Вейном у вестерні Говарда Гоукса «Ріо Лобо». А в 1972 році зіграв у стрічці Орсона Веллса «Інша сторона вітру». Зіграв у дванадцяти фільмах Волтера Гілла, і семи картинах Джона Карпентера. Також знявся більш ніж у сотні рекламних роликах і безлічі телесеріалах.
Пітер Джейсон одружився в 1979 році на Ейлін Розалі.
Пітер Джейсон помер 20 лютого 2025 року.

## Фільмографія
| Рік       |    | Українська назва               | Оригінальна назва                          | Роль                      |
| --------- | -- | ------------------------------ | ------------------------------------------ | ------------------------- |
| 1970      | ф  | Ріо Лобо                       | Rio Lobo                                   | лейтенант Нед Форсайт     |
| 1978      | ф  | Водій                          | The Driver                                 | комутатор                 |
| 1980      | ф  | Ті, що скачуть здалеку         | The Long Riders                            | Пінкертон                 |
| 1982      | ф  | 48 годин                       | 48 Hrs.                                    | ковбой бармен             |
| 1984      | ф  | Вулиці у вогні                 | Streets of Fire                            | поліцейський Гаррі        |
| 1984      | ф  | Малюк-каратист                 | The Karate Kid                             | футбольний тренер         |
| 1984      | ф  | Пейзаж мрій                    | Dreamscape                                 | Рой Бебкок                |
| 1984      | ф  | Імпульс                        | Impulse                                    | чоловік у вантажівці      |
| 1985      | ф  | Мільйони Брюстера              | Brewster's Millions                        | Чак Флемінг               |
| 1987      | ф  | Принц темряви                  | Prince of Darkness                         | доктор Пол Ліхі           |
| 1988      | ф  | Червона спека                  | Red Heat                                   | телекоментатор            |
| 1988      | ф  | Вони живуть                    | They Live                                  | Гілберт                   |
| 1989      | ф  | Красунчик Джонні               | Johnny Handsome                            | містер Бонет              |
| 1990      | ф  | Приречений на смерть           | Marked for Death                           | Піт Стоун                 |
| 1993      | тф | Мішки для трупів               | Body Bags                                  | Джент                     |
| 1994      | ф  | У пащі божевілля               | In the Mouth of Madness                    | містер Пол                |
| 1995      | ф  | Руйнівниця                     | The Demolitionist                          | Гіггінс                   |
| 1995      | ф  | Прокляте селище                | Village of the Damned                      | Бен Блум                  |
| 1995      | ф  | Конго                          | Congo                                      | містер Янус               |
| 1995      | ф  | Смертельна битва               | Mortal Kombat                              | Майстер Бойд              |
| 1996      | ф  | Втеча з Лос-Анджелеса          | Escape from L.A.                           | черговий сержант          |
| 1997      | ф  | Пік Данте                      | Dante's Peak                               | Норман Гейтс              |
| 2003      | мс | Пригоди Джекі Чана             | Jackie Chan Adventures                     | Фермер Макдональд         |
| 2004      | ф  | Пережити Різдво                | Surviving Christmas                        | Бос Дрю                   |
| 2004      | тф | Острів раптора                 | Raptor Island                              | капітан                   |
| 2005      | тф | Інопланетний апокаліпсис       | Alien Apocalypse                           | президент Демскі          |
| 2006—2007 | с  | Відчайдушні домогосподарки     | Desperate Housewives                       | Джефф                     |
| 2007      | тф | Планета динозаврів             | Planet Raptor                              | сержант Пеппі Матіс       |
| 2009      | с  | Морська поліція: Спецпідрозділ | NCIS: Naval Criminal Investigative Service | сержант-майор Роберт Кінг |
| 2010      | с  | Чак                            | Chuck                                      | генерал Мерріветер        |
| 2012      | с  | CSI: Місце злочину             | CSI: Crime Scene Investigation             | Вальтер Герш              |
| 2016      | ф  | Аве, Цезар!                    | Hail, Caesar!                              | режисер                   |
| 2017      | ф  |                                | The Terror of Hallow's Eve                 | доктор Гамільтон          |
| 2018      | ф  | Світ Юрського періоду 2        | Jurassic World: Fallen Kingdom             | сенатор Шервуд            |
| 2018      | ф  | Свята Джуді                    | Saint Judy                                 | суддя О'Ніл               |